# Issawa Singthong
Issawa Singthong (tiếng Thái: อิศวะ สิงห์ทอง, sinh ngày 7 tháng 10 năm 1980) là một cựu cầu thủ bóng đá chuyên nghiệp và huấn luyện viên người Thái Lan. Anh đã từng thi đấu ở vị trí tiền vệ cho Đội tuyển bóng đá quốc gia Thái Lan từ năm 2002 tới năm 2004. Issawa đã học tiếng Việt và nói thành thạo tiếng Việt sau trong thời gian làm việc tại Việt Nam.

## Danh hiệu

### Câu lạc bộ
Royal Thai Air Force F.C.
- Giải bóng đá vô địch quốc gia Thái Lan : Vô địch (1) : 1999
- Cúp FA Thái Lan : Vô địch (1) : 2001

SQC Bình Định F.C.
- Cúp Quốc gia : Vô địch (2) : 2003, 2004

### Quốc tế
U-23 Thái Lan
- Tiger Cup : Vô địch (1) : 2002
- Đại hội Thể thao Đông Nam Á :  Huy chương vàng (1); 2003